# Narthecusa perplexata
Narthecusa perplexata är en fjärilsart som beskrevs av Walker 1862. Narthecusa perplexata ingår i släktet Narthecusa och familjen mätare. Inga underarter finns listade i Catalogue of Life.

## Bildgalleri

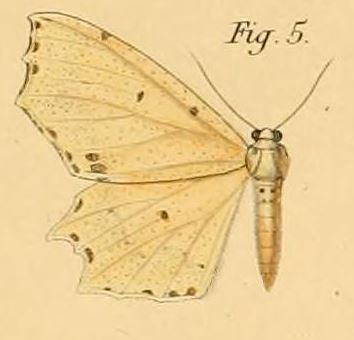